# Francisco João Silota
Francisco João Silota (Zuoya, 10 de juny de 1941) és un religiós moçambiquès, bisbe de Chimoio i president de la Conferència Episcopal de Moçambic.

## Biografia
Va ingressar a la Congregació dels Pares Blancs i fou ordenat sacerdot l'11 d'agost de 1974. El 18 de gener de 1988 fou nomenat pel papa Joan Pau II bisbe auxiliar de Beira i bisbe titular de Musti. Fou consagrat bisbe el 26 de juny del mateix any per l'arquebisbe de Beira Jaime Pedro Gonçalves.
El 19 de novembre de 1990 va ser designat bisbe de Chimoio. També fou President de la Conferència Episcopal de Moçambic de 1993 a 2002. El 2 de gener de 2017 va presentar la renúncia al papa Francesc per raons d'edat.